# Pelagodiscus atlanticus
Pelagodiscus atlanticus — вид плечоногих родини Discinidae.

## Поширення
Космополіт. Вид поширений у всіх океанах, включаючи арктичні та антарктичні води. Трапляється на глибині від 90 до 6160 м на кам'янистому дні. Викопні рештки знайдено у міоценових відкладеннях Південної Африки.